# Корпорація (телесеріал, Comedy Central)
«Корпорація» (англ. Corporate) — американський комедійний телесеріал, створений Петом Бішопом, Меттом Інгебретсоном і Джейком Вайзманом. Прем'єра відбулася на каналі Comedy Central 17 січня 2018 — 26 серпня 2020 року.

## Сюжет
Головні герої Метт і Джейк працюють у багатонаціональній корпорації «Гемптон Девіль» (англ. Hampton DeVille). Сюжет висміює будні сучасного офісного життя.

## Список епізодів
| Сезон | Епізоди | Прем'єрний показ | Прем'єрний показ |
| Сезон | Епізоди | Початок          | Завершення       |
| ----- | ------- | ---------------- | ---------------- |
| 1     | 10      | 17 січня 2018    | 14 березня 2018  |
| 2     | 10      | 15 січня 2019    | 19 березня 2019  |
| 3     | 6       | 22 липня 2020    | 26 серпня 2020   |

## Акторський склад

### Основний
- Метт Інгебретсон — Метт Енгельбертсон
- Джейк Вайсман — Джейк Левінсон
- Енн Дудек — Кейт Гласс
- Адам Ластік — Джон Стрікленд
- Апарна Нанчерла — Грейс Рамасвамі
- Ленс Реддік — Крістіан ДеВілль

### Періодичний
- Метт Мак-Карті — Річард
- Барон Вон — Барон
- Анна Акана — Пейдж
- Рон Лінч — Кевін
- Тоні Тракс — Карен Джеймс
- Сашір Замата — Джессіка (2-й сезон)

### Гостьовий склад
- Спенсер Масеа — Хондо
- Джон Дейлі — Джефф
- Брент Вайнбах — Волтер
- Наташа Лайонн — Гретхен
- Фред Віллард — Білл Гетевей